# Петровка (Закарпатская область)
Петровка (укр. Петрівка) — село в Чопской городской общине Ужгородского района Закарпатской области Украины.
Население по переписи 2001 года составляло 415 человек. Количество домохозяйств по данным 2025 года - 130. Почтовый индекс — 89461.